# Acacia consobrina
Acacia consobrina é uma espécie de leguminosa do gênero Acacia, pertencente à família Fabaceae.